# Bab Agnaou
Bab Agnaou (arabe : باب أكناو) est l'une des dix neuf Bab (portes) de Marrakech, au Maroc. Elle a été construite au XIIe siècle, au temps de la dynastie des Almohade.
Bab Agnou est l'entrée de la kasbah royale dans la partie sud de la médina de Marrakech. La kasbah, construite par le sultan Almohade, Yacoub al-Mansour, est le site d'"El Mansouria" (la mosquée de la Kasbah), du palais El Badi et des Tombeaux saadiens.

## Toponymie
Le nom "Agnaw", comme Gnaoua, en berbère signifie "muet". Ce mot fut utilisé par les populations amazighes locales pour désigner les esclaves subsahariens, ces derniers ne parlant que rarement le tachelhit. Cette porte fut appelée Bab al Kohl (qui signifie également "La Porte des Noirs") ou Bab al Qsar ("La Porte du Palais").
L'explication fournie par Maurice Delafosse en 1924, est restée pendant longtemps l'unique référence étymologique du mot et fut adoptée par des générations de chercheurs ; selon lui, l'expression berbère Akal n ignawen qui signifie pays des Muets, aurait donné naissance aux mots Guinée et Ghana et par la suite au mot gnaoua par ressemblance phonétique. Gnaoua, signifierait donc, par extension, homme noir ou venant du pays des hommes noirs, c'est-à-dire d'Afrique subsaharienne.